# Japan Display
K. K. Japan Display (jap. 株式会社ジャパンディスプレイ, Kabushiki kaisha Japan Disupurei, engl. Japan Display Inc., kurz: JDI) ist ein Gemeinschaftsunternehmen (Joint Venture) der japanischen Firmen Sony, Toshiba und Hitachi, das Flüssigkristallbildschirme (LCD) herstellt.

## Geschichte
Das staatlich dominierte PPP-Unternehmen Innovation Network Corporation of Japan (INCJ) finanzierte den Zusammenschluss der LCD-Geschäftsbereiche von Hitachi, Sony und Toshiba mit 200 Milliarden Yen bei der Gründung der neuen gemeinsamen Firma Japan Display Inc. mit Sitz in Tokio, Japan. Die entsprechende Vereinbarung wurde am 15. November 2011 beschlossen. Ebenfalls am 15. November 2011 vereinbarten INCJ und Panasonic Corporation den Kauf einer LCD-Fabrikationsstätte von Panasonic für die neue Firma JDI. Am 1. April 2012 wurde JDI operativ tätig.
Am 19. März 2014 wurde JDI durch einen Börsengang zu einer Publikumsgesellschaft, die Aktien werden seither an der Tokioter Börse gehandelt. Für den Börsengang wurden Geschäftsdaten der Firma veröffentlicht und sind nun auch auf deren Webseite abrufbar. Berichtet wurde u. a., dass JDI der Hauptlieferant von LCDs für das Apple iPhone ist (Stand 2014).
Seit dem Börsengang hat das Unternehmen noch keinen Gewinn erzielt. Es wurde angekündigt, dass eine Produktionslinie in Japan geschlossen werden muss. Ein Drittel der Belegschaft wird voraussichtlich entlassen.

## Technologie
JDI hat eine Reihe von Innovationen geschaffen, um sich von der Konkurrenz abzuheben:
- Für Matrixanzeigen angesteuert über Dünnfilmtransistoren (TFTs) konnten dank Einsatz von Niedertemperatur-Polysilizium (low-temperature poly-silicon="LTPS") anstelle des bisherigen amorphen Siliziums leistungsfähigere Transistoren hergestellt und damit die Auflösung der Anzeigen durch kleinere Geometrien gesteigert werden.[7]
- Die weitaus meisten durch JDI hergestellten LCDs funktionieren nach dem In-Plane-Switching-Prinzip (IPS), was auch bei vielen Konkurrenten der Fall ist. JDI hat jedoch diese Technik weiterentwickelt, sodass dunkle Bildelemente (Pixels) dunkler erscheinen (true-black appearance mit „IPS-NEO“), indem weniger unerwünschtes Licht der Hintergrundbeleuchtung durchscheint.[8]
- Bei berührungsgesteuerten Geräten ist in der Regel ein durchsichtiger Touchscreen-Folienfilm der Flüssigkristallanzeige vorgelagert. JDI ist es gelungen, ohne diesen vorgelagerten Teil auszukommen, indem das LCD selbst diese Aufgabe zusätzlich erfüllen kann. JDI nennt diese verbesserte Technik „Pixel Eyes“.[9]
- Für rein reflektiv arbeitende LCDs ohne Hintergrundbeleuchtung hat JDI eine neuartige Ansteuerungstechnik entwickelt. Jedem TFT ist zusätzlich ein Dünnschichtspeicherelement (ein SRAM) zugeordnet, sodass die Bildinformation von statischen Bildern in der Anzeige selbst gespeichert werden kann. Dadurch kann bei statischer Bildinformation der Stromverbrauch deutlich gesenkt werden, was bei bestimmten portablen Geräten (z. B. bei Armbanduhren) von Bedeutung ist.[10]